# Мјагмарин Делгерку
Мјагмарин Делгерку (монг. Мягмарын Дэлгэрхүү, романизовано Myagmaryn Delgerkhüü; Ерденет, 21. септембар 1996) монголски је пливач чија ужа специјалност су спринтерске трке слободним стилом. 

## Спортска каријера
Делгерку је дебитовао за Монголију на међународним такмичењима 2014. на Азијским играма које су одржане у корејском Инчону. Годину дана касније по први пут је наступио на неком од светских првенстава, а најбољи резултат на Првенству у великим базенима које је те године одржано у руском Казању било му је 63. место у квалификацијама трке на 50 метара прсним стилом. Такмичио се и на наредна два светска првенства у великим базенима, у Будимпешти 2017 (66. на 50 делфин и 91. на 50 слободно) и Квангџуу 2019 (72. место на 50 слободно, 92. на 100 слободно и 28. место у мешовитим штафетама на 4×100 слободно).
Учествовао је и на светским првенствима у малим базенима у Виндзору 2016 (71. место на 50 делфин) и Хангџоуу 2018 (82. и 85. место у квалификацијама на 50 и 100 слободно).